# Agence française de développement médias
Pour les articles homonymes, voir CFI.
Canal France international (CFI)
L'Agence française de développement médias (CFI) est  un organisme de coopération de transfert d'expertise dans le domaine des médias. Il est une filiale de France Médias Monde depuis 2017.
Il a pour mission fournir une aide au développement dans le secteur des médias aux pays d'Afrique subsaharienne, de la Méditerranée, du Caucase et des Balkans, et d'Asie du sud-est. 
Canal France International (CFI) est créé en 1989 comme une banque de programmes français à destination de l'étranger et en particulier l'Afrique. Dans les années 2000, alors que TV5 Monde et France 24 deviennent les principales chaînes francophones à l'international, CFI devient un organisme de coopération de transfert d'expertise dans le domaine des médias.

## Histoire

### Banque de programmes et chaîne de télévision
Le 22 mars 1988, le Premier ministre Jacques Chirac, annonce la création de Canal France, une chaîne de télévision qui devait commencer ses émissions le 1er avril 1988 et devait être participée par TF1, Antenne 2, FR3, Canal Plus et RFO.
Après le changement de majorité dans le gouvernement français en 1988, le nouveau Premier ministre Michel Rocard commande un rapport sur la politique audiovisuelle de la France à Alain Decaux, rapport qui aboutit à la création de Canal France International (CFI) en 1989,. L'ancien directeur général de Radio France, Fouad Benhalla, prend la direction de cette nouvelle structure.
Le lancement de la chaîne fut finalement retardé jusqu'au 17 avril 1989. La chaîne serait conçue comme une banque de programmes qui diffuserait finalement des programmes d'Antenne 2, FR3, RFO et le journal de TF1 sur le satellite et les offrirait aussi à plusieurs chaînes de télévision publiques du monde.
Canal France International, à l'origine filiale à 100 % de la holding d'État Sofirad, est créée comme une banque de programmes français à destination de l'étranger et en particulier l'Afrique. En trois ans, sa diffusion quadruple, touchant 170 millions de téléspectateurs sur quatre continents au travers de soixante-dix opérateurs de télévision. À partir de 1996, CFI adopte une politique de régionalisation de ses contenus, surtout concernant le continent africain, et multiplie la diffusion de grands évènements sportifs (CAN, Jeux olympiques, Coupe du monde de football, Champions League).
En 1995, la Sofirad cède 22 % de TV5 Monde à CFI en vue d'unifier les moyens techniques des deux structures. CFI devient l'unique opérateur de télévision de la Sofirad. De 1999 à 2003, une chaîne de télévision généraliste gratuite CFI-TV, est produite à destination de l'Afrique francophone avant de laisser la place à TV5 Monde Afrique. En 2000, CFI reprend Portinvest, opérateur du bouquet francophone Le Sat en Afrique, à la Sofirad.
Dans le cadre du projet de l'État français de créer un CNN à la française, le capital de CFI est cédé à France Télévision (75 %) Arte France (25 %) en juillet 2003. En 2015, CFI cesse définitivement la distribution de programmes aux chaînes de télévision africaines.

### Coopération dans le domaine des médias
À partir de 2009, CFI recentre ses activités sur le transfert d'expertise en matière de médias avec les pays en développement où l'organisme souhaite renforcer l'État de droit et promouvoir la liberté d'expression.
En 2011, lors des Printemps arabes, CFI lance 4M (Le quatrième média) pour former les nouveaux acteurs de l'information aux innovations des médias. En 2013, CFI et le groupe de médias Birman Forever signent un partenariat pour créer la première chaîne d'information télévisée en Birmanie. En 2014, avec un financement européen, CFI ouvre un « incubateur de médias » à Gaziantep (Turquie) pour accompagner des médias syriens dans la production et la diffusion d'informations fiables et équilibrées. En 2016, CFI et Code for Africa organisent le concours Afrique Innovation avec $1 million à la clé que se partagent 20 développeurs sélectionnés.
En juin 2017, CFI devient une filiale à part entière de France Médias Monde, renforçant sa coopération avec l'académie France Médias Monde France24-RFI-MCD pour élargir son offre,. Fin 2019, le journaliste béninois Ignace Sossou est condamné à 18 mois de prison ferme pour avoir partagé sur les réseaux sociaux les propos du procureur Mario Metonou lors d'une conférence organisée par CFI, des propos « tronqués et sortis de leur contexte » selon CFI qui demande cependant la libération de Sossou le plus rapidement possible. À la suite des explosions au port de Beyrouth de 2020, CFI débloque une aide de 100 000 euros pour les journalistes impactés.
En avril 2021, CFI, RFI, France 24 et Monte Carlo Doualiya lancent le site Conseils de journalistes qui propose des contenus pédagogiques gratuits aux journalistes, blogueurs et étudiants en Afrique, au Moyen-Orient et en Asie du sud-est. En 2023, CFI relance son forum annuel L'atelier des médias après quatre années d'absence.

### Identité visuelle

Logo de 2005 à 2009.
Logo de 2011 à 2017.
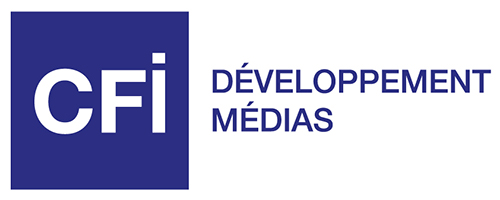
Logo depuis 2017.

## Activités
CFI fournit une aide au développement dans le secteur des médias aux pays d'Afrique sub-saharienne, de la Méditerranée, du Caucase et des Balkans, et d'Asie du sud-est. Son action se structure autour de 3 axes : « Médias et gouvernance (législation, pluralisme, éthique), médias et entreprise (financiarisation des entreprises des médias), médias et développement (information et innovation).
En 2022, plus d'une trentaine de projets composent les actions de CFI, dont les principaux sont :
- MédiaSahel : Inclusion via les médias de la jeunesse dans la vie démocratique au Sahel ;
- Aswatana : Développer les médias dans la transition démocratique au Soudan ;
- Afri'Kibaaru : Renforcer les compétences éditoriales et managériales dans 6 pays du Grand Sahel autour du développement durable ;
- Connexions citoyennes : Encourager l'émergence d'initiatives citoyennes en Afrique francophone.
- Terra Africa[30] : Accompagne les journalistes désireux de se former à l'analyse intégrée des enjeux environnementaux. Ce projet les soutient dans la production de contenus qui mettent en valeur la recherche de solutions, tout en stimulant l'engagement politique et citoyen, notamment à travers la création de capsules vidéo dans le cadre du réseau EPOP Network[31].

CFI opère sous la tutelle du ministère français de l'Europe et des Affaires étrangères. Depuis 2017, CFI est une filiale à part entière de France Médias Monde,. CFI est également membre du Global Forum for Media Development (GFMD).

## Présidents
- 1989-1994 : Fouad Benhalla[6]
- 1994-1998 : Philippe Baudillon[33]
- 1998-2001 : Jean Stock[34]
- 2001-2004 : Serge Adda[35]
- 2004-2006 : Jean-Jacques Aillagon[36]
- 2008-2017 : Alain Belais[37]
- 2017-2018 : Jean-Emmanuel Casalta[38]
- 2018-2020 : Marc Fonbaustier
- 2020-maintenant : Thierry Vallat